# 卡纳普勒
卡纳普勒（法語：Canaples，法語發音：[kanapl]）是法国上法蘭西大區索姆省的一个市镇，属于亚眠区。

## 地理
卡纳普勒（50°3'23"N, 2°13'4"E）面积10.26 平方千米，位于法国上法蘭西大區索姆省，该省份为法国北部沿海省份，北起加来海峡省和北部省，西接滨海塞纳省和大西洋英吉利海峡，南至瓦兹省，东临埃纳省。
与卡纳普勒接壤的市镇（或旧市镇、城区）包括：博讷维尔、阿卢瓦莱佩尔努瓦、阿韦尔纳、菲耶弗蒙勒莱、纳乌尔、佩尔努瓦、瓦尔尼。
卡纳普勒的时区为UTC+01:00、UTC+02:00（夏令时）。

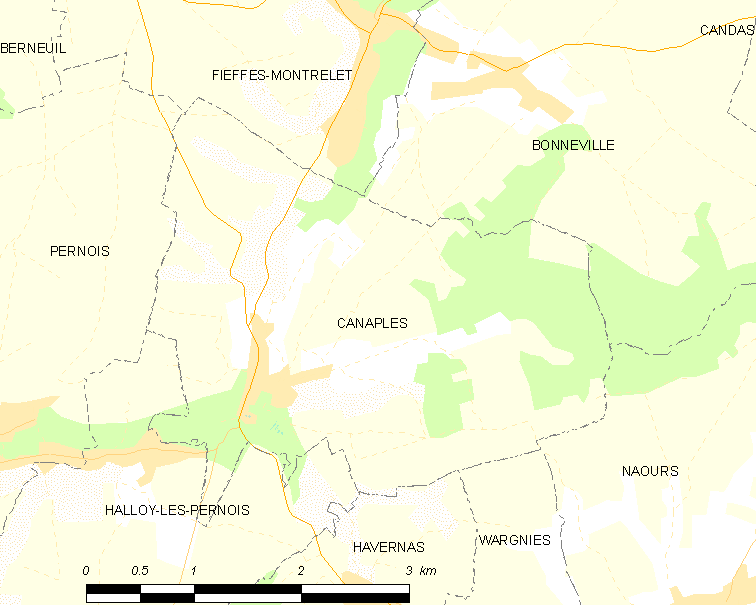
卡纳普勒的OSM定位图

## 行政
卡纳普勒的邮政编码为80670，INSEE市镇编码为80166。

## 政治
卡纳普勒所属的省级选区为弗利克斯库尔县。

## 人口

1962-2008年间卡纳普勒人口变化图示

卡纳普勒于2022年1月1日时的人口数量为704人。